# Jurij Lykov
Jurij Vladimirovič Lykov (in russo Юрий Владимирович Лыков?) (Zlotoust, 5 giugno 1954) è un ex schermidore sovietico, vincitore di due medaglie d'oro ai campionati mondiali di scherma.